# Roll Deep
I Roll Deep sono un gruppo musicale hip hop britannico fondato nel 2002, fulcro e vivaio della scena grime, con dentro figure importanti come Wiley, Skepta e la cash cow Dizzee Rascal.  Nell'ottobre 2006 la Tate Gallery di Londra ha invitato i Roll Deep, e altri gruppi, a scrivere una traccia su una delle opere esposte alla Tate Modern, scegliendo la scultura Ishi's Light di Anish Kapoor. La traccia dei Roll Deep fa parte del progetto Tate Tracks della durata di un anno, lanciato per abbinare l'arte visiva alla nuova musica, entrambi considerate dagli artisti come, "ispiratrici". L'etichetta discografica del gruppo è la Roll Deep Recordings.

## Storia
L'album d'esordio, In at the Deep End,  venne pubblicato nel giugno 2005. Dall'album sono stati estratti quattro brani: Heat Up, The Avenue, When I'm 'Ere e Shake A Leg.
Il loro secondo album Rules and Regulations è stato pubblicato nel 2007, seguito dalla recente pubblicazione di Return Of The Big Money Sound nel 2008. Il membro attuale Wiley e i successivi membri, Dizzee Rascal e Tinchy Stryder, hanno continuato ad essere solisti di successo, sia nel Regno Unito, che negli Stati Uniti, con brani che hanno occupato per diverso tempo la testa delle classifiche. Nel maggio 2010 il gruppo raggiunse, nel Regno Unito, la prima posizione con il brano, Good Times. Anche il secondo singolo, dal titolo, Green Light, raggiunse, sempre nel Regno Unito, la prima posizione. Il brano successivo è Take Control, scritto in collaborazione con la cantante rhythm and blues, Alesha Dixon. È stato anche confermato che la band sta lavorando al prossimo album, con il gruppo femminile The Saturdays.
I Roll Deep sono stati forti sostenitori dell'iniziativa, Love Music Hate Racism, suonando in molti dei più importanti eventi di profilo dell'organizzazione, incluso il memorial per l'adolescente ucciso Anthony Walker.
I Roll Deep sono apparsi in numerose occasioni sul canale televisivo della BBC, BBC 1Xtra. Sono stati invitati nel canale, Wiley, Flow Dan, Breeze, Riko, Scratchy e Manga.

## Premi e riconoscimenti
I Roll Deep hanno vinto uno Urban Music Award, un premio collettivo di musica grime assegnato a Londra, e hanno strettamente collaborato con i Boy Better Know, condividendone i membri.

## Formazione

### Formazione attuale
- Wiley
- Breeze
- Brazen
- Flow Dan
- Scratchy
- J2K
- Manga

### Ex componenti
- Jme
- Dizzee Rascal
- Trimì

## Discografia parziale

### Album
- 2005 - In at the Deep End
- 2007 - Rules and Regulations
- 2008 - Return of the Big Money Sound
- 2010 - Winner Stays On
- 2012 - X

### Raccolte
- 2006 - Grimey Vol. 1
- 2009 - Street Anthems